# Rengos

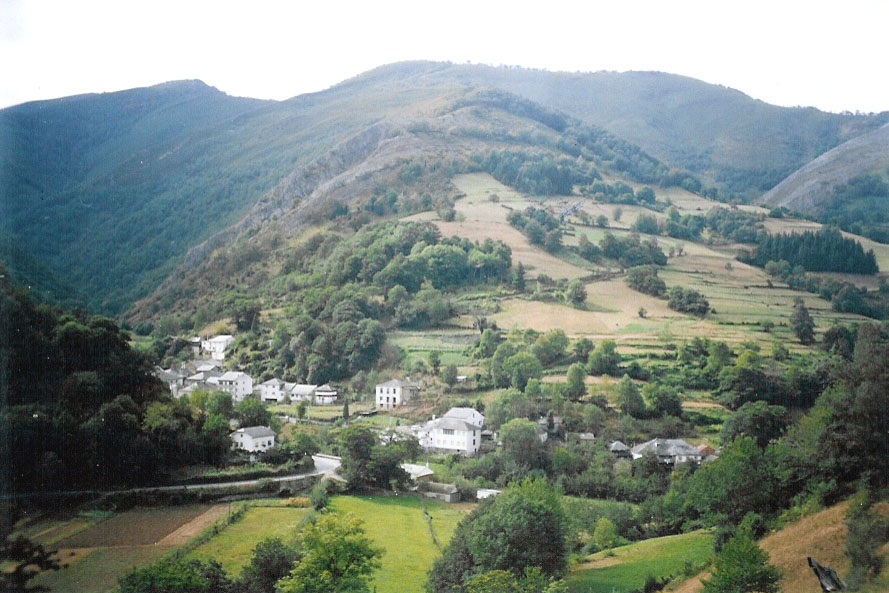
Vista aérea.

Rengos (oficialmente en asturiano El Pueblu) es un pequeño pueblo del norte de España, en el suroccidente de la comunidad autónoma del Principado de Asturias, a una altitud de 650 metros.
Se encuentra a 20 kilómetros de la villa de Cangas del Narcea por la carretera regional AS-15, con dirección al puerto del Rañadoiro. Está a la orilla del río Narcea, justo en el límite del parque natural de las Fuentes del Narcea y del Ibias. En algunos mapas puede aparecer con el nombre de "El Puelo" o "El Pueblo de Rengos".
La minería fue la actividad principal durante la segunda mitad del siglo XX y actualmente se enfrenta a un proceso de cierre de explotaciones, aunque aun alberga la principal empresa minera del suroccidente asturiano CARBONAR con 200 mineros. También existe una pequeña producción agrícola y ganadera para consumo propio. La población sobrepasa ligeramente las cincuenta personas durante el verano, y en invierno se reduce mucho debido a las condiciones del clima que puede llegar a ser muy frío.
En torno Rengos podemos encontrar uno de los mejores paisajes de Asturias, como por ejemplo la Reserva Biológica del Bosque de Muniellos en la que se conserva el bosque que alguna vez cubrió todo el norte de España, y donde se pueden entrontrar todavía especies en extinción como el oso o el urogallo. Rengos se encuentra en el límite del parque natural de las Fuentes del Narcea y del Ibias.
Actualmente la población de Rengos y sus alrededores ha ido disminuyendo en estos últimos años. Al cerrar los comercios, los habitantes se ven obligados a ir a comprar lo necesario a otros pueblos. Como lugar para las celebraciones está El Prado de la Fiesta, donde actualmente se celebra la fiesta más laureada de Rengos, la Merced, a principios de septiembre.